# 잘레강

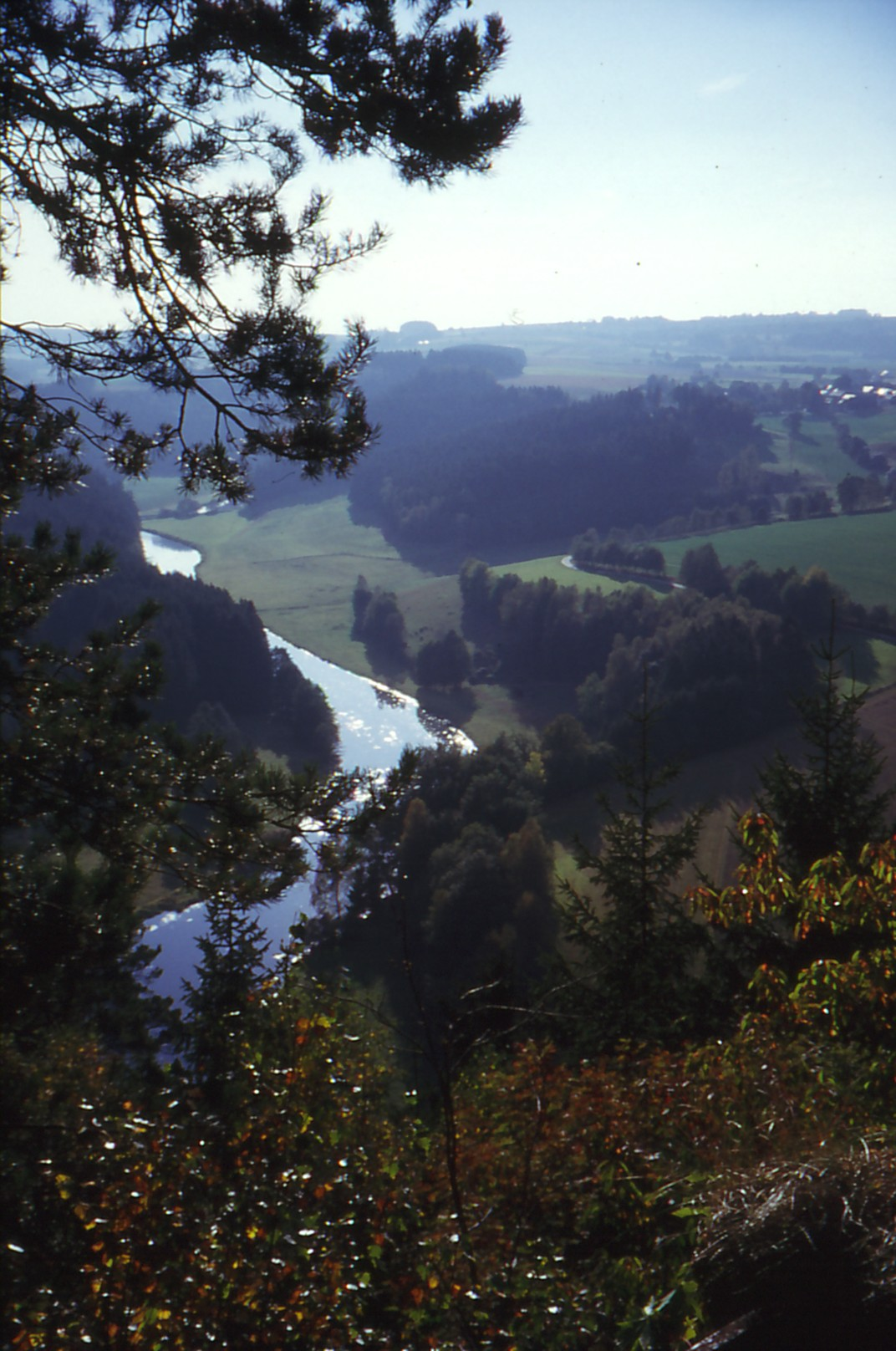
잘레강

잘레강(독일어: Saale)은 독일의 강으로 엘베강의 지류 가운데 하나이다. 길이는 413 km, 수원지의 높이는 728 m, 평균 유랑은 115 m3/s이다. 젝시셰잘레강(독일어: Sächsische Saale), 튀링기셰잘레강(독일어: Thüringische Saale)이라고 부르기도 한다.
바이에른주의 피히텔산맥 인근에서 발원하여 바이에른주, 튀링겐주, 작센안할트주를 북쪽 방향으로 흐른다. 작센안할트주 마그데부르크에서 남동쪽으로 약 25 km 정도 떨어진 곳에 위치한 바르비(Barby) 인근에서 엘베강과 합류한다.